# Maladies du cacaoyer

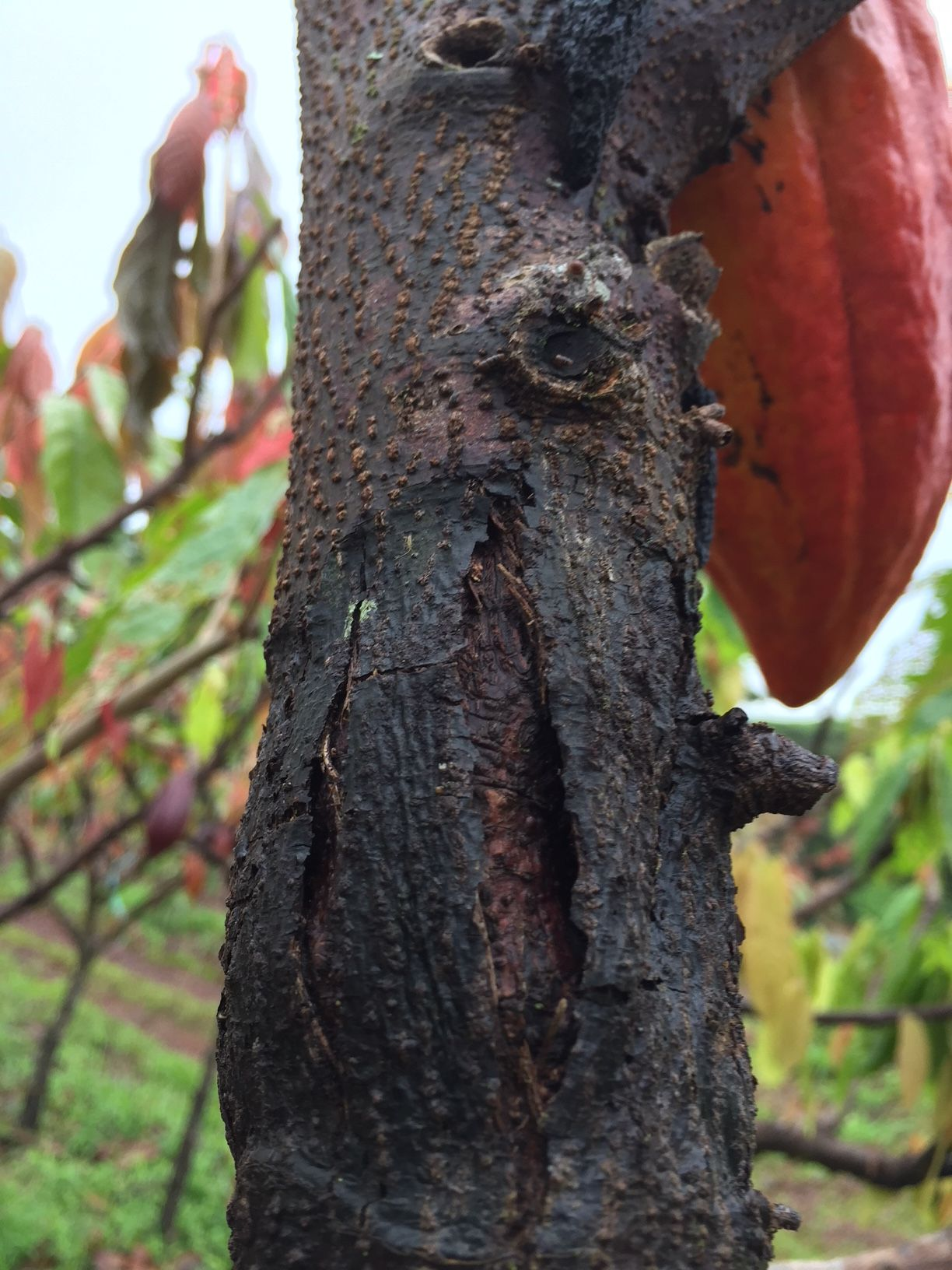
Chancre du tronc d'un cacaoyer due à Phytophthora palmivora.

Maladies du cacaoyer (Theobroma cacao).

## Maladies bactériennes
| Maladies         | Agents pathogènes                                      |
| ---------------- | ------------------------------------------------------ |
| Galle du collet  | Agrobacterium tumefaciens (inoculations artificielles) |
| Pourriture molle | Erwinia carotovora                                     |

## Maladies fongiques
| Maladies                                                                             | Agents pathogènes                                                                                                |
| ------------------------------------------------------------------------------------ | --- |
| Anthracnose                                                                          | Glomerella cingulata, Colletotrichum gloeosporioides                                                             |
| Pourridié à Armillaria                                                               | Armillaria mellea                                                                                                |
| Pourriture brune des cabosses du cacaoyer, Pourriture de la cabosse à Phytophthora   | Phytophthora capsici Phytophthora citrophthora Phytophthora heveae Phytophthora megakarya Phytophthora palmivora |
| Pourridié noir                                                                       | Rosellinia bunodes Rosellinia pepo                                                                               |
| Pourriture brune                                                                     | Phellinus noxius                                                                                                 |
| Chancre                                                                              | Phytophthora citrophthora Phytophthora palmivora Ceratocystis fimbriata                                          |
| Mal de machete                                                                       | Ceratocystis fimbriata Ceratocystis moniliformis Ceratocystis paradoxa                                           |
| Craquelures du collet                                                                | Armillariella mellea Armillariella tabescens                                                                     |
| Pourriture du collet, pourridié à Ustulina                                           | Ustulina deusta                                                                                                  |
| Galle du coussinet                                                                   | Nectria rigidiuscula = Fusarium decemcellulare                                                                   |
| Pourriture glaciale, moniliose                                                       | Moniliophthora roreri'                                                                                           |
| Maladie du balai de sorcière du cacaoyer                                             | Crinipellis sarmentosa, Moniliophthora perniciosa                                                                |
| Anthracnose foliaire                                                                 | Colletotrichum spp.                                                                                              |
| Pourriture de la cabosse à Macrophoma                                                | Macrophoma spp.                                                                                                  |
| Pourriture de la cabosse à Moniliophthora                                            | Moniliophthora roreri                                                                                            |
| Maladie rose                                                                         | Erythricium salmonicolor                                                                                         |
| Mort subite                                                                          | Verticillium dahliae Mycoleptodiscus terrestris                                                                  |
| Maladie des filaments                                                                | Ceratobasidium koleroga                                                                                          |
| Pourriture de la cabosse à Trachysphaera, pourriture farineuse                       | Trachysphaera fructigena                                                                                         |
| Dépérissement avec nécrose vasculaire                                                | Oncobasidium theobromae                                                                                          |
| Pourridié violet                                                                     | Nectria mauritiicola = Sphaerostilbe repens                                                                      |
| Pourridié humide                                                                     | Ganoderma philippii                                                                                              |
| Pourridié blanc                                                                      | Rigidoporus microporus = Rigidoporus lignosus                                                                    |
| Maladie des filaments blancs                                                         | Marasmiellus scandens                                                                                            |
| Maladie du crin de cheval                                                            | Marasmius crinis-equi                                                                                            |
| Maladie verruqueuse des cabosses du cacaoyer                                         | agent causal inconnu                                                                                             |
| Pourriture de la cabosse à Lasiodiplodia, Pourriture noire de la cabosse du cacaoyer | Lasiodiplodia theobromae = Botryodiplodia theobromae                                                             |
| Maladie des stries vasculaires                                                       | Ceratobasidium theobromae                                                                                        |
| Chancre de la tige du cacaoyer                                                       | Phytophthora sp.                                                                                                 |
| Verticilliose                                                                        | Verticillium dahliae                                                                                             |
| Maladie du flétrissement du cacaoyer à Ceratocystis                                  | Ceratocystis cacaofunesta                                                                                        |
| Fusariose du cacaoyer                                                                | Albonectria rigidiuscula                                                                                         |
| Pourriture brune des racines                                                         | Rosellinia pepo Phellinus noxius                                                                                 |

## Maladies virales
| Maladies                                                 | Agents pathogènes                                |
| -------------------------------------------------------- | ------------------------------------------------ |
| Œdème des pousses du cacaoyer (maladie du swollen shoot) | Virus de l'œdème des pousses du cacaoyer (CSSV). |
| Mosaïque jaune du cacaoyer                               | Virus de la mosaïque jaune du cacaoyer (CYMV)    |
| Nécrose du cacaoyer                                      | Virus de la nécrose du cacaoyer (CNV)            |

## Maladies autres
| Maladies                    | Agents pathogènes                                                                                            |
| --------------------------- | --- |
| Maladie algale              | Cephaleuros virescens                                                                                        |
| Flétrissement des chérelles | Maladie physiologique, aucun agent pathogène spécifique n'est impliqué                                       |
| Dépérissement terminal      | Maladie physiologique, induite par le stress, plus de 80 espèces de champignons sont associées à ce syndrome |